# Wolfram Sterry
Wolfram Sterry (* 5. März 1949 in Marbach am Neckar; † 19. September 2020 in München) war ein deutscher Dermatologe und Hochschullehrer.

## Leben
Sterry besuchte Schulen in Waiblingen und Neuwied. Nachdem er 1968 das Abitur am Werner-Heisenberg-Gymnasium Neuwied abgelegt hatte, leistete er den Grundwehrdienst bei der Bundeswehr. Anschließend studierte er an der Rheinischen Friedrich-Wilhelms-Universität Bonn Anglistik bis zum Vordiplom. Danach studierte er ab 1972 an der Universität zu Köln Medizin. 1978 wurde er in Köln summa cum laude zum Dr. med. promoviert. Facharzt für Dermatologie und Venerologie wurde er am Universitätsklinikum Köln bei Gerd Klaus Steigleder. 1982 habilitierte er sich über maligne Hautlymphome. Von 1984 bis 1991 war er Leitender Oberarzt bei Enno Christophers an der Hautklinik der Christian-Albrechts-Universität zu Kiel. Dort engagierte er sich bei Karl Lennert im Sonderforschungsbereich 111 der Deutschen Forschungsgemeinschaft. Seit 1991 Direktor der Hautklinik der Universität Ulm,  wurde er für das akademische Jahr 1993/94 zum Dekan der Medizinischen Fakultät gewählt. Die Charité berief ihn 1994 auf den Lehrstuhl und ernannte ihn zum Direktor der Klinik für Dermatologie, Venerologie und Allergologie. Von April 1995 bis März 1997 war er Dekan. Mit einem Gedenksymposion ehrte er 2006 den Immunologen Tibor Diamantstein, der das KZ Auschwitz überlebt hatte. Seit 2010 an einem (malignen) Neuroendokrinen Tumor des Magens erkrankt, gab Sterry die Leitung der Klinik 2012 an Torsten Zuberbier ab. 2019 trat eine Akute myeloische Leukämie hinzu, der er mit 71 Jahren erlag. Er hinterließ seine Frau, die Dermatologin Gerda Sterry.

## Bücher
- mit B. M. Czarnetzki und H. Kerl (Hrsg.): Lehrbuch der Dermatologie und Venerologie mit Repetitorium. Verlag Walter de Gruyter, Berlin 1991.
- mit H. C. Korting (Hrsg.): Diagnostische Verfahren in der Dermatologie. Blackwell, Berlin 1997.
- mit U. Pleyer und C. Hartmann: Oculodermal Diseases. Immunology of bullous oculo-muco-cutaneous disorders. Aeolus Press, Buren 1997.
- mit G. Sterry und T. Zuberbier: Tagebuch Allergologie. Blackwell, Berlin 1996.
- mit P. Walden, U. Trefzer und F. Farzaneh (Hrsg.): Gene Therapy of Cancer Advances in Experimental Medicine and Biology. vol. 451; Plenum Press, New York London 1998.
- mit R. Paus: Checkliste Dermatologie. Thieme, Stuttgart/ New York 1998.
- mit J. Ring (Hrsg.): Allergie. Prävention und Therapie mit modernen Antihistaminika. Thieme, Stuttgart New York 1999.
- mit H. C. Korting, R. Callies, M. Reusch, M. Schlaeger und E. Schöpf (Hrsg.): Dermatologische Qualitätssicherung. Leitlinien und Empfehlungen. W. Zuckschwerdt Verlag, München Bern Wien New York 2000.
- mit P. Walden und H. Hennekes (Hrsg.): Therapeutic vaccination strategies. Springer, Heidelberg Wien New York Tokyo 2000.
- mit H. C. Korting (Hrsg.): Therapeutische Verfahren in der Dermatologie. Blackwell, Berlin Wien 2001.
- mit E. Christophers und U. Mrowietz (Hrsg.): Psoriasis auf einen Blick. Blackwell, Berlin Wien 2002.
- mit H.-J. Tietz: Antimykotika von A-Z. Anwendung und Pharmakologie auf einem Blick. Thieme, Stuttgart New York 2004.
- Kurzlehrbuch Dermatologie. Thieme, Stuttgart New York 2011.

## Mitgliedschaften
- Deutsche Dermatologische Gesellschaft
- American Academy of Dermatology
- American Association for the Advancement of Science

## Ehrungen
- Mitglied der Berlin-Brandenburgischen Akademie der Wissenschaften[6]
- Korrespondierendes Mitglied der Österreichischen Dermatologischen Gesellschaft
- Ehrenmitglied der Israelischen Dermatologischen Gesellschaft
- Mitglied der Deutschen Akademie der Naturforscher Leopoldina (2000)[7]

## Ehrenämter
- Präsident der Deutschen Dermatologischen Gesellschaft (2001–2003)[8]
- Präsident der International League of Dermatological Societies (2011–2015)

## Herausgeber und Redakteur
- Enzyklopädie Dermatologie
- Journal der Deutschen Dermatologischen Gesellschaft
- Deutsche Medizinische Wochenschrift
- Wiener Medizinische Wochenschrift
- Archives of Dermatological Research
- Journal of Investigative Dermatology
- The American Journal of Dermatopathology
- Archives of Dermatology
- Arzneimitteltherapie (Zeitschrift)